# ألكسندر إف. بيل
ألكسندر إف. بيل (بالإنجليزية: Alexander Frank Bell)‏ هو لاعب كرة قدم أمريكية أمريكي، ولد في 12 أغسطس 1915 في نيو كنسينغتون في الولايات المتحدة، وتوفي في 3 فبراير 1986 في برين مار ‏ في الولايات المتحدة.